# Чеченська державна філармонія імені А. Шахбулатова
Чеченська державна філармонія імені А.Шахбулатова — провідна концертна організація в республіці Чечня. Розташована в столиці республіки — місті Грозний. Носить ім'я Аднана Шахбулатова — радянського композитора, першого голови Спілки композиторів Чечено-Інгуської АРСР. 

## Історія
Заснована 1936 року. Того ж року при філармонії був організований симфонічний оркестр під управлінням Д. Беслера. З учасників оркестру був організований струнний квартет, естрадні групи, якого обслуговували райони республіки. На основі колективів художньої самодіяльності при національному театрі, на базі музичної студії та оркестру народних інструментів з ініціативи директора колективу Г.Х. Менурнова 1936 року був створений «Чечено-інгушського ансамбль пісні, музики та танцю».            
Чільне місце в репертуарі філармонічних колективів посіли чеченська народна музика в опрпацюванні радянських композиторів. Серед перших прем'єр, що прозвучали в стінах чеченської філармонії - поема Умара Бексултанова «Легенда гір», а також «Чечено-Інгуська мелодія» Н.С. Речменського. 
В пізніші роки у філармонії працювали народний артист СРСР Махмуд Есамбаєв, заслужена артистка РРФСР Мар'ям Айдамирова, народний артист РРФСР Валід Дагаєв, народні артисти Чечено-Інгушської АРСР Султан Магомедов, Шіта Едісултанов та інші. Працювали групи «Шовда» (створена 1969 року Марьям Айдамирова), «Зама» (перший керівник - Алі Дімаев), "Играй мой баян" (перший керівник - Иван Жуков),  «Илли» (перший керівник - Народный артист республіки Шита Едісултанов). 2006 року при філармонії було створено оркестр народних інструментів.

## Сучасність
У філармонії продовужють роботу симфонічний оркестр, чоловічий фольклорний ансамбль «Іллі», «Жовхар», «Безаман аз», «Раяна», «Експансія», «Ламанхой» та новостворений оркестр народних інструментів. За останні роки у філармонії йде посилена робота з відродження музичної культури республіки. Артисти часто оновлюють та репертуари, і концертні програми, які відповідають вимогам сьогодення. Очолює філармонію Денильханова Тамара Султановна. 